# Pacific Tri-Nations 1999
Das Pacific Tri-Nations 1999 war die 17. Ausgabe des Rugby-Union-Turniers Pacific Tri-Nations. Dabei spielten die Nationalmannschaften von Fidschi, Samoa und Tonga um den Titel des Ozeanien-Meisters. Nach drei Spielen, in denen die drei Teilnehmer jeweils einmal gegen die beiden anderen Teams antraten, sicherte sich Samoa zum siebten Mal den Titel.
Die Spiele waren auch Bestandteil der Pacific Rim Rugby Championship 1999.

## Tabelle
|    | Land    | Spiele | Siege | Unent. | Ndlg. | Spiel- punkte | Diff. | Bonus- punkte | Tabellen- punkte |
| -- | ------- | ------ | ----- | ------ | ----- | ------------- | ----- | ------------- | ---------------- |
| 1. | Samoa   | 2      | 1     | 1      | 0     | 33:21         | + 12  | 0             | 6                |
| 2. | Fidschi | 2      | 1     | 0      | 1     | 54:64         | − 10  | 1             | 5                |
| 3. | Tonga   | 2      | 0     | 1      | 1     | 43:45         | − 2   | 2             | 4                |

Anmerkung: Bonuspunkte gab es bei vier oder mehr erzielten Versuchen in einem Spiel sowie bei einer Niederlage mit sieben oder weniger Punkten Unterschied.

## Ergebnisse
| 5. Juni 1999 | Samoa                     | 6 : 6         | Tonga                      | Apia Park, Apia Zuschauer: 15.000 |
| 5. Juni 1999 | Straftritte: Schuster (2) | (0:0) Bericht | Straftritte: Taumalolo (2) | Apia Park, Apia Zuschauer: 15.000 |

| 26. Juni 1999 | Tonga | 37 : 39         | Fidschi                                                                                             | Teufaiva Sport Stadium, Nukuʻalofa Zuschauer: 11.000 Schiedsrichter: Anetereʻa Aiolupotea (Samoa) |
| 26. Juni 1999 | Versuche: Ahotaʻeiloa Fakaʻosiʻfolau Faletau Tiueti Erhöhungen: Tuipulotu (4) Straftritte: Tuipulotu (3) | (13:29) Bericht | Versuche: Lasagavibau Rabaka Tikomaimakogai (3) Erhöhungen: Litle (3) Serevi Straftritte: Litle (2) | Teufaiva Sport Stadium, Nukuʻalofa Zuschauer: 11.000 Schiedsrichter: Anetereʻa Aiolupotea (Samoa) |

| 3. Juli 1999 | Fidschi                                | 15 : 27         | Samoa                                                                | Churchill Park, Lautoka Zuschauer: 17.000 Schiedsrichter: Ian Hyde-Lay (Kanada) |
| 3. Juli 1999 | Versuche: Qauqau Serevi Tikomaimakogai | (15:22) Bericht | Versuche: Bachop Leaupepe Soʻoalo Tuigamala Vaega Erhöhungen: Bachop | Churchill Park, Lautoka Zuschauer: 17.000 Schiedsrichter: Ian Hyde-Lay (Kanada) |